# Allertal zwischen Gifhorn und Wolfsburg
Koordinaten: 52° 27′ 59″ N, 10° 40′ 42″ O

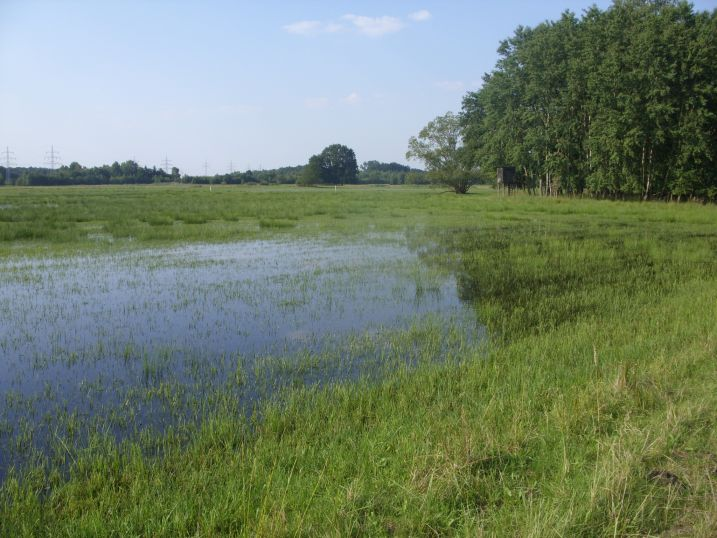
Feuchtwiese im Naturschutzgebiet

Das Allertal zwischen Gifhorn und Wolfsburg ist ein Naturschutzgebiet in der niedersächsischen Stadt Wolfsburg sowie in den Gemeinden Weyhausen, Osloß, Calberlah, Sassenburg und in der Stadt Gifhorn im Landkreis Gifhorn.

## Allgemeines
Das Naturschutzgebiet mit dem Kennzeichen NSG BR 146 ist etwa 895,1 Hektar groß. Davon entfallen etwa 67 Hektar auf die Stadt Wolfsburg und etwa 828 Hektar auf den Landkreis Gifhorn. Das Naturschutzgebiet ist vollständig Bestandteil des 18.030 Hektar großen FFH-Gebietes „Aller (mit Barnbruch), untere Leine, untere Oker“ sowie des 2.112 Hektar großen EU-Vogelschutzgebietes „Barnbruch“. Bei Wolfsburg grenzt das Naturschutzgebiet direkt an das Naturschutzgebiet „Barnbruch“, bei Gifhorn an das Naturschutzgebiet „Allertal im städtischen Bereich von Gifhorn“. Das östlich von Gifhorn liegende Naturschutzgebiet „Dannenbütteler Torfteile“ ist im Naturschutzgebiet aufgegangen. Das Gebiet steht seit dem 1. Oktober 2014 unter Naturschutz. Zuständige untere Naturschutzbehörden sind die Stadt Wolfsburg und der Landkreis Gifhorn.

## Beschreibung
Das Naturschutzgebiet liegt zwischen Wolfsburg und Gifhorn. Es umfasst den Flusslauf der Aller mit ihren Uferbereichen sowie angrenzende Flächen zwischen der A 39 in Wolfsburg und der Eisenbahnstrecke Braunschweig–Wieren in Gifhorn. Östlich der Brücke der A 39 über die Aller ist noch ein knapp 1.700 Meter langes Teilstück der hier kanalisierten Aller in das Naturschutzgebiet einbezogen. Weiterhin ist südöstlich von Dannenbüttel der Beverbach ab der Bevermühle im Bereich des Campingplatzes am Beversee bis zur Mündung in die Aller in das Naturschutzgebiet einbezogen. 
Die Aller verläuft im Naturschutzgebiet relativ naturnah. Sie ist unterhalb der Autobahnbrücke bis auf kurze Abschnitte nicht ausgebaut und verfügt über unverbaute Ufer, vielfältige Sedimentstrukturen mit feinsandigen, kiesigen und grobsteinigen Bereichen und flutende Wasservegetation mit Spiegelndem Laichkraut, Durchwachsenem Laichkraut, Sumpf-Wasserstern sowie weitere Wasserpflanzen wie z. B. Einfacher Igelkolben und Gewöhnliches Pfeilkraut. In der Aller wurden knapp 30 Fischarten nachgewiesen, darunter Steinbeißer, Bachneunauge, Schlammpeitzger, Bitterling, Ukelei, Moderlieschen, Quappe, Schmerle, Zander und Hecht. Weiterhin leben hier verschiedene Eintags-, Stein- und Köcherfliegen sowie die Abgeplattete Teichmuschel.
Der Flusslauf wird auf langen Strecken von feuchten Hochstaudenfluren, streckenweise auch von Gehölzen begleitet und großräumig von Grünland umgeben, an die sich vielfach Waldbereiche anschließen. Diese sind teilweise als Auwaldrest und feuchte Eichen-Hainbuchenwälder ausgeprägt. Die Grünländer im Auebereich setzen sich aus einem Mosaik unterschiedlich genutzter Flächen zusammen. Neben intensiv genutzten Flächen sind Mähwiesen, nährstoffreiche Nasswiesen, Sumpfdotterblumenwiesen, Flutrasen und Übergänge zu magerem Grünland zu finden. Die Auenbereiche unterliegen der natürlichen Flussdynamik und werden bei Hochwasser überflutet. In der Aue der Aller sind stellenweise Altarme des Flusses und Flutmulden sowie Stillgewässer zu finden. Die Stillgewässer sind überwiegend naturnah mit Wasserschweber-, Tauchblatt- und Schwimmblattvegetation wie z. B. Froschbiss, Kleine Wasserlilie, Schwimmendes Laichkraut und Gelbe Teichrose.
Auf sich an die Aue anschließenden Dünenbereichen stocken verbreitet mehr oder weniger schmale Eichenmischwälder mit Stieleiche. Teilweise sind auch Wirtschaftsforste mit Kiefern zu finden, die im Zuge ihrer Verjüngung zu naturnahen Waldgesellschaften umgewandelt werden sollen. Teilweise sind hier auch Sandmagerrasen zu finden. Kleinere Bereiche auf den höhergelegenen Flächen werden auch als Acker genutzt. Der Bereich des ehemaligen Naturschutzgebietes „Dannenbütteler Torfteile“ wird von einem kleinen, vermoorten Dünental geprägt. In ehemaligen Torfstichen, die mit Wasser vollgelaufen sind und langsam verlanden, siedeln Schwingrasen mit Schnabelried und verschiedene Torfmoosgesellschaften.
Die Niederungslandschaft ist Lebensraum einer artenreichen Fauna. Im Naturschutzgebiet sind Fledermausarten wie Wasserfledermaus, Fransenfledermaus und Braunes Langohr heimisch. Auch verschiedene Libellen wie Gebänderte Prachtlibelle, Gewöhnliche Keiljungfer, Grüne Flussjungfer und Blaue Federlibelle finden hier einen geeigneten Lebensraum. Die vermoorten Bereiche der Dannenbütteler Torfteile sind Lebensraum der Großen Moosjungfer. Stillgewässer und feuchte Wiesenbereiche bieten Laubfrosch, Moorfrosch, Kreuzkröte und Kammmolch einen geeigneten Lebensraum. 
Das Naturschutzgebiet ist oberhalb von Neuhaus ein landesweit bedeutsames Brutvogelgebiet. Hier ist auch eine artenreiche Avifauna heimisch. So leben in den unterschiedlichen Lebensräumen u. a. Sperber, Wespenbussard, Schwarzmilan, Rotmilan, Schwarzstorch, Weißstorch, Mittelspecht, Kleinspecht, Grünspecht, Grauspecht, Pirol, Nachtigall, Neuntöter, Sperbergrasmücke, Wiesenpieper, Braunkehlchen, Schafstelze, Feldlerche, Rebhuhn und Wachtel sowie der Große Brachvogel.
Die Aller bietet auch dem Fischotter sowie dem Biber, der auf einen Auenbereich mit weichholzreichen Uferbereichen angewiesen ist, einen geeigneten Lebensraum.